# Un noi anomenat Odi
Un noi anomenat Odi (títol original: A boy called Hate) és un drama psicològic pel·lícula estatunidenca de 1996 dirigida per Mitch Marcus. Ha estat doblada al català.

## Argument
Un jove adolescent anomenat Steve Bason i sobreanomenat Hate (Odi), pertorbat pel divorci dels seus pares s'enfonsa en la delinqüència i roba un cotxe. Es troba en un correccional. El dia de la seva sortida, el seu pare, que havia de recollir-lo, és absent. Decideix de marxar de la casa paterna en moto amb un revòlver pertanyent a la seva ex-amiga suïcidada. Pel camí, veu una jove, Cindy, a punt de ser agredida pel seu oncle. S'interposa i sona un tret. L'agressor és mort a terra. L'endemà, el cos es trobat i s'inicia una carrera persecució entre Odi i la policia.

## Repartiment
- Scott Caan: Steve Bason / Odi
- Lee Nashold: Policia de suburbi
- Kevin Michael Richardson: Membre del personal
- James Caan: Jim Bason
- Melissa Lahlita Crider: Cindy Wells
- Elliot Gould: Richard Wells
- Duane Davis: Ed Jenkins
- Wade Allain-Marcus: Jove
- Cece Tsou: Dona texana
- Dennis Cokrum: Texà
- Seth Isler: Barman
- Stephanie Allain: criada
- Scott Patterson: Oficial del CHP
- Mary Louise Gemmill: Dona advocat
- Bradley Jay Lesley: conductor del camió
- Adam Beach: Billy Petita Ploma

## Critica
- "Irrellevant film (...) James Caan anima una mica la funció, que ni entusiasma ni irrita."[3]